# Гончаров Володимир Максимович
Володи́мир Макси́мович Гончаро́в (нар. 9 лютого 1940, Київ — пом. 14 січня 2022, Київ) — радянський і український режисер, аніматор, художник. Заслужений діяч мистецтв України (2010).

## Життєпис
Народився в Києві 9 лютого 1940 року.  
В 1957 році закінчив Київське художнє училище.  
В 1975 році закінчив факультет кінорежисури Київського державного інституту театрального мистецтва імені Карпенка-Карого. 
З 1959 — аніматор, згодом — режисер Творчого об'єднання художньої мультиплікації «Київнаукфільму». Працював в жанрі мальованої анімації.
Помер 14 січня 2022 року.

## Фільмографія
- 1962 — «Пушок і Дружок», «П'яні вовки», «Супутниця королеви» (всі — аніматор)
- 1963 — «Заєць та їжак», «Золоте яєчко», «Непосида, М'якуш і Нетак» (всі — аніматор)
- 1964 — «Мишко + Машка» (аніматор)
- 1965 — «Зелена кнопка», «Казка про царевича і трьох лікарів» (аніматор)
- 1966 — «Злісний розтрощувач яєць», «Чому у півня короткі штанці», «Літери з ящика радиста», «Осколки» (всі — аніматор)
- 1967 — «Колумб пристає до берега», «Пісенька в лісі», «Розпатланий горобець» (всі — аніматор)
- 1968 — «Як козак щастя шукав» (аніматор), «Людина, що вміла літати» (аніматор), «Камінь на дорозі. Демагог» (режисер, сценарист, художник-постановник)
- 1969 — «Кит і кіт» (аніматор)
- 1974 — «Пригоди малюка Гіпопо» (режисер, аніматор)
- 1975 — «Чотири нерозлучні таргани та цвіркунець» (режисер)
- 1976 — «Справа доручається детективу Тедді», «Казка про жадібність» (аніматор)
- 1977 — «Тяп-ляп» (режисер)
- 1979 — «Пригоди капітана Врунгеля» (аніматор)
- 1981 — «І сестра їх Либідь» (режисер)
- 1984 — «Джордано Бруно» (режисер)
- 1987 — «Кам'яна доба» (режисер)
- 1995 — «Команда DIG. Викрадення століття» (режисер)
- 2013 — «Літа мої» (режисер, співавтор сценарію) та ін.
- 2020 — «Акушерка» (актор)